# Hohenpolding
Hohenpolding är en kommun och ort i Landkreis Erding i Regierungsbezirk Oberbayern i förbundslandet Bayern i Tyskland.
Kommunen ingår i förvaltningsgemenskapen Steinkirchen tillsammans med kommunerna Inning am Holz, Kirchberg och Steinkirchen.